# Salinas de Huentelauquén
Las Salinas de Huentelauquén han sido declaradas sitio RAMSAR el 2 de febrero de 2015. Abarca 2772 hectáreas que incluyen el pueblo de Huentelauquén, la zona agrícola, otras áreas naturales como ecosistemas de playas, llanos, dunas, quebradas y humedales del tipo escorrentía y costeros ubicados en el tramo final del cauce del río Choapa y su extensa laguna estuarina formando así un mosaico interconectado de zonas naturales de alta diversidad y escasa representatividad en el Sistema Nacional de Áreas Protegidas del Estado de Chile. Q9003960